# Aproximação para ângulos pequenos
A aproximação para ângulos pequenos é uma simplificação útil das leis da trigonometria que é apenas aproximadamente verdadeira para ângulos não-nulos, mas correta no limite em que o ângulo se aproxima de zero. Ela envolve a linearização das funções trigonométricas (truncamento de suas séries de Taylor) de forma que, quando o ângulo x é medido radianos,
{\displaystyle \sin x\simeq x}
{\displaystyle \cos x\simeq 1} ou {\displaystyle \cos x\simeq 1-{\frac {x^{2}}{2}}} para a aproximação de segunda ordem
{\displaystyle \tan x\simeq x}
A aproximação para ângulos pequenos é útil em muitas áreas da física, incluindo eletromagnetismo, óptica (onde ela é a base da aproximação paraxial), cartografia, astronomia, entre outras.
A aproximação sen x ≈ x chega a um erro de 1% em cerca de 14 graus, que corresponde a cerca de 0,244 radianos. 